# Минчето (Ђенова)
Минчето је насеље у Италији у округу Ђенова, региону Лигурија.
Према процени из 2011. у насељу је живело 21 становника. Насеље се налази на надморској висини од 621 м.